# Essex (Connecticut)
Essex – miasto w Stanach Zjednoczonych, w stanie Connecticut, w hrabstwie Middlesex.